# علي الحصري القيرواني
أَبُو الحَسَنِ عَلِيٌّ بْنُ عَبْدِ الغَنِيِّ الفِهْرِيُّ الحُصْرِيُّ القَيْرَوَانِيُّ الضَّرِيرُ (420 هـ - 488 هـ / 1029 - 1095 م) شاعر وأديب ومقرئ، ولد في حي الفهريين بمدينة القيروان (في تونس حاليًا).

## سيرة ذاتية
هو من سلالة قريش وعقبة بن نافع الفهري، وُلد بالقيروان سنة 420  هـ 1029  م، وأُصيب بالعمى في حداثة سنّه، فلُقّب بالضَّرِيرِ. لُقِّبَ بالحُصْرِيّ، أي صانع أو بائع الحُصْرِ، وهو ابن خالة الشاعر إبراهيم الحصري. توفيت والدة علي الحصري وهو صغير، ولأنه كان أعمى، ساعده والده في دراسة القرآن والحديث والفقه والأدب. حفظ القرآن بالروايات وتعلم العربية على شيوخ عصره. قرأ القراءات السبع على شيخه أبي بكر القصري تسعين ختمة كلما ختم ختمة قرأ غيرها حتى أكمل في مدة عشر سنين. وقد أشار إلى ذلك في قصيدته الحصرية حيث قال:
كما قرأ على عبد العزيز بن محمد بن صاحب ابن سفيان وعلى أبي علي بن حمدون الجلولي. وتتلمذ على أبي بكر عتيق بن أحمد بن إسحاق التميمي وعبد العزيز بن محمد وغيرهما. وكان فقده لبصره سببًا لولوعه بتقليد أبي العلاء في شعره ورسائله (مع أنه معاصر له)، ومن الغريب أن يمتد تشابه الرجلين إلى تشابه الحوادث التي لقياها انظر أمثلة من ذلك في كتاب المرزوقي والجيلاني (أبو الحسن الحصري القيرواني ص63). أتقن اللغة العربية وفن الشعر، وأصبح مدرساً بالقيروان، وعندما توفي والده كتب قصيدة عن الحزن والألم الذي شعر به آنذاك.
وفي مقتبل شبابه كانت فتنة بني هلال في القيروان سنة 449 هجري، تلك الفتنة التي شتَّتت أهل القيروان حفاةً عراةً في الفيافي والوديان وشردتهم، ورحلت بعدها أسرة الحصري إلى سبتة بالمغرب، فبقي فيها زهاء عشر سنوات.

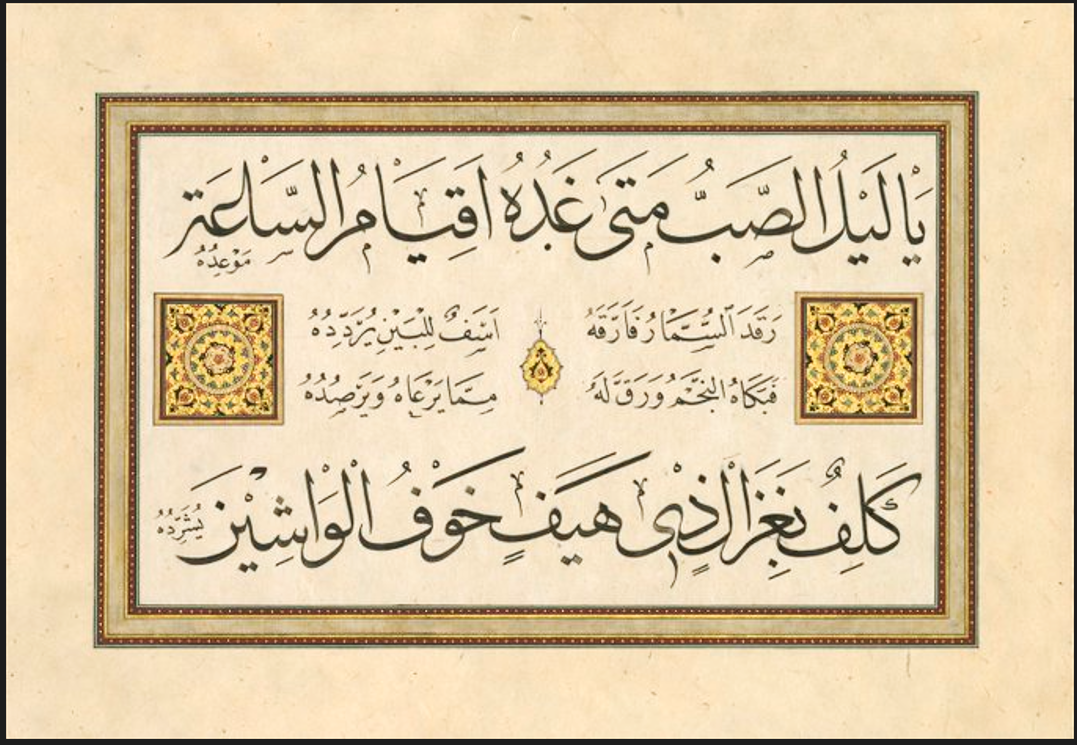
أبيات من قصيدة يا ليل الصب متى غده لعلي الحصري القيرواني على بحر الخبب بخط عبيدة البنكي

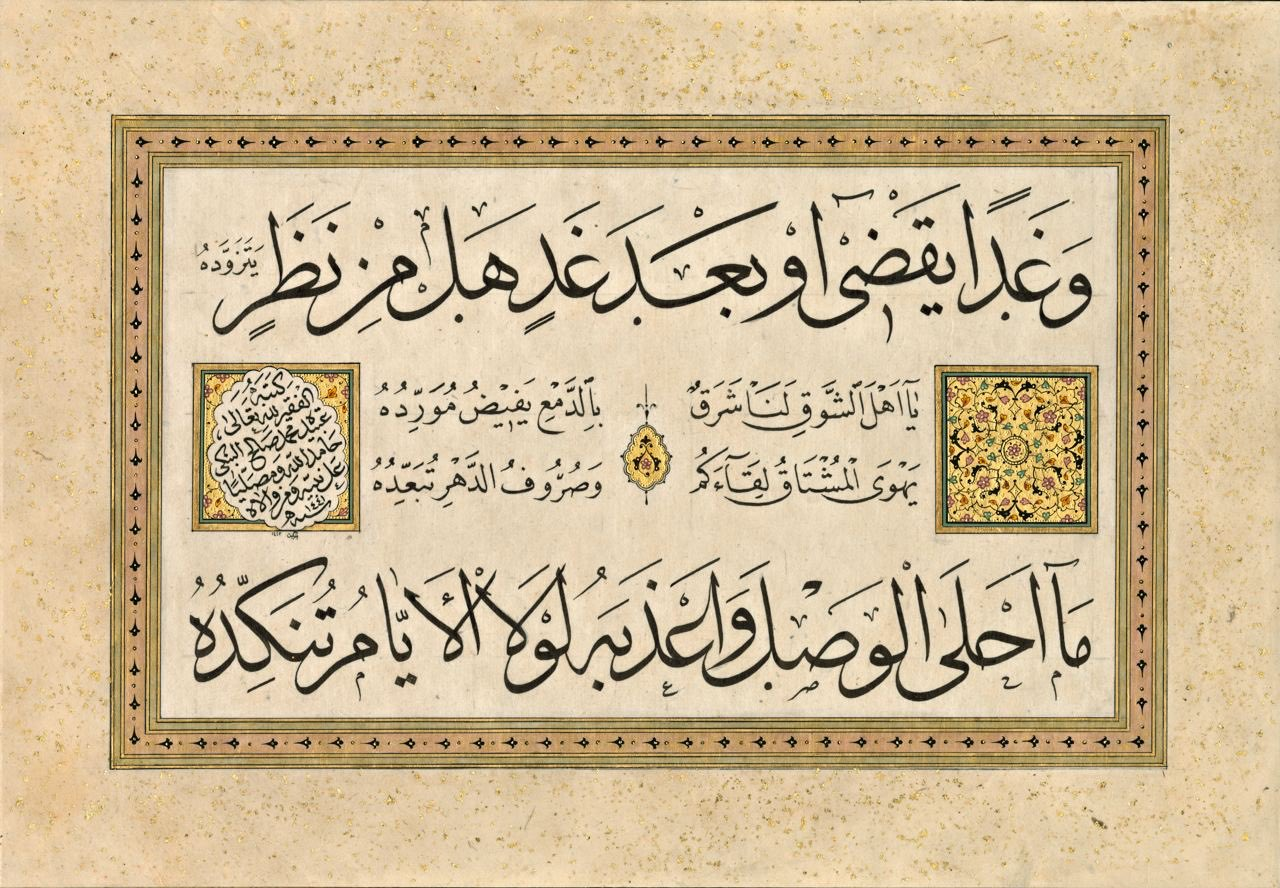
أبيات أخرى من قصيدة يا ليل الصب متى غده لعلي الحصري القيرواني على بحر الخبب بخط عبيدة البنكي

ثم دخل الأندلس بعد سنة 450  هـ قاصدًا إشبيلية ملتمسًا الحظوة عند المعتمد بن عباد، ثم تركها إلى دانية لَمَّا علا نجم ابن مجاهد العامري، ولم يبرح أن تركه إلى سرقسطة مجتذبًا عطـف المقتدر بن هود، وفيها اتصل بوزيره اليهودي ابن حسداي فأسبغ عليه النعمة ووفّر له الحماية، ثم قصد المعتصم بن صمادح، صاحب المرية ووجد عنده كل ترحيب وإكرام، ومكث عنده مدةً ثم رحل قاصدًا أبا عبد الرحمن بن طاهر، صاحب مرسية، فعظمت مكانته عنده ومدحه بالقصيدة التي ذاعت شهرتها وطبقت الآفاق وتنافس المغنون في تلحينها والشعراء في معارضتها، وكانت تلك القصيدة هي قصيدة:
وكان الحصري بالرغم من إكثاره كتابة الشعر وتعيشه بمدائح الملوك زهاء نصف قرن، وكتابته في مختلف أغراض الشعر حتى ترك أربعة دواوين، بالرغم من ذلك كله بقيت قصيدة ياليل الصب هي الاسم الثاني لأبي الحسن الحصري وهي اللفتة السانحة التي نفحته الخلود.
اتصل ببعض الملوك ومدح المعتمد بن عباد بقصائد، وألف له كتاب المستحسن من الأشعار.
ذاعت شهرته كشاعر فحل، وشغل الناس بشعره، ولفت أنظار طلاب العلم فتجمعوا حوله، وتتلمذوا عليه ونشروا أدبه.
له ديوان شعر بقي بعضه مخطوطاً واقتراح القريح واجتراح الجريح مرتب على حروف المعجم في رثاء ولده يحي ومعشرات الحصري في الغزل والنسيب على الحروف والقصيدة الحصرية 212 بيتًا في القراءت، كتاب المستحسن من الأشعار.
من أشهر أعماله قصيدة يا ليل الصب متى غده وهي التي ظل العرب يحاولون النسج على منوالها حتى اليوم فيما يسمى بالمعارضات الشعرية والتي بقول في مطلعها:
و هو من اعلام التونسيين يعبر أجمل تعبير على خصوصية المدرسة الأدبية التونسية والمغاربية كذلك والمتميزة بالبحث عن النادر والبديع لاثراء الموروث الإنساني.
من تلامذته: أبو العباس أحمد بن أبي البدر القلانسي وتقي الدين أبو بكر المقصاتي وغيرهما.

## مؤلفاته
1. المستحسن من الأشعار، وهو فيما قاله في المعتمد بن عباد
2. المعشرات، وهو شعره الفنِّي الغزلي، يبتدئ كل بيت فيه بالحرف الذي يقفَّى به
3. مختلف المناسبات
4. اقتراح القريح واجتراح الجريح

ويشتمل على 2591 بيتاً في رثاء ولد له مات ولم يتم سن العاشرة، وكان إماماً في مسجد ناحيته، جامعاً لمعلومات يعجز عن إدراكها الكبار، وقد توفي وهو في حضنه، ووصف ذلك بقصائد تتفتت لها الأكباد.
لقد قضى الحصري نحو ثلاثين سنة من عمره في القيروان أي فترة الشباب كلها، وبعد نكبة القيروان اضطرّ إلى الهجرة من وطنه كما فعل الشاعران أبناء بلده وهما:
ابن رشيق وابن شرف، والتجأ إلى سبتة واستقرّ بها يدرّس علم القراءات ثم اجتاز إلى الأندلس واتصل ببني عبّاد في إشبيلية ومدحهم ثم انتقل بين عواصم ملوك الطوائف وأخيرا حلّ بمدينة طنجة، وفيها توفي سنة ثمان وثمانين وأربعمائة للهجرة 488 هجري.
وقد آلمته نكبة القيروان كبقيةِ شُعراءِ عَصْرِه، فقال ينْدُبُها بقصيدةٍ طويلةٍ امدكم ببعض الابيات منها:

## منافرته لابن الطراوة
كَانَ بَيْنَ عَلِيٍّ الحُصْرِيُّ وَأَبِي الحُسَيْنِ سُلَيْمَانُ بْنِ الطَّرَاوَةَ المَالِقِيِّ مُنَافَرَةٌ وَمُنَاقَرَةٌ وَيَهْجُو كُلُّ وَاحِدٍ مِنْهُمَا الآخَرَ، فَمِمَّا قَالَ الحُصْرِيُّ فِيهِ:
وَمِمَّا قَالَهُ ابن الطراوة فِي الحُصْرِيِّ: